# Мунација Планцина
Мунација Планцина (лат. Munatia Plancina) била је римска племкиња из 1. века нове ере. Била је супруга гувернера Сирије, Гнеја Калпурнија Пизона. Са супругом је била оптужена за тровање Германика, нећака и усвојеног сина цара Тиберија. У почетку је Мунација Плацнина била ослобођена кривице, али када је суђење поново покренуто, извршила је самоубиство.

## Биографија

### Порекло
Мунација Плацнина је вероватно била ћерка извесног Мунација, који је био Тиберијев конат током његове дипломатске мисије на Истоку. У том случају, била је унука Луција Мунација Планка, који је био конзул 42. године п. н. е.

### Брак
Мунација Плацнина била је богата жена и веома самоуверена због свог племенитог порекла. Вероватно је била друга супруга Гнеја Калпурнија Пизона. Имали су два сина: Гнеја, који је касније променио своје прво име у Луције, и Марка Калпурнија Пизона.

### Сукоб са Германиком
Мунација Плацнина је била и блиска пријатељица Ливије, супруге цара Августа и мајке његовог наследника Тиберија. Када је њен супруг изабран за гувернера Сирије, Мунација Плацнина је 18. године пошла са њим у ову провинцију. У то време Германик је добио врховну команду на истоку Римског царства. Германик и његова супруга Агрипина Старија су потом отпутовали у Сирију, где су се озбиљно сукобили са намесником Пизоном и његовом женом. Римски историчар Тацит наводи да је, попут Агрипине, Мунација Плацнина понекад присуствовала војним парадама. Говорило се да је отворено вређала Германика и његову супругу. Тацит даље тврди да је Ливија тајно наредила Мунацији Плацнини да се тако понаша према Германику и Агрипини. Мунација Плацнина је наводно била у контакту са Сиријком по имену Мартина, која је припремила отров за убиство Германика. Док је Германик умирао (10. октобра 19. године), сумњао је да су га Пизон и његова супруга отровали. Његова смрт, наводно, донела је велико задовољство Мунацији Плацнини. Потом је подржала свог мужа Пизона у покушају да војном силом преузме контролу над Сиријом.
У јесен 20. године, Мунација Плацнина и њен супруг вратили су се у Рим. Они су морали да одговарају пред Римским сенатом због наводног убиства Германика. Мунација Плацнина је осуђена, али је Ливија извршила притисак на Тиберија да је ослободи. Потом се одрекла свог супруга Пизона, који је извршио самоубиство. Недавно откривена сенатска одлука потврдила је да је Мунација Плацнина своје ослобађање дуговала препоруци Тиберија, кога је Ливија убедила да тако поступи. Међутим, након Ливијине смрти, Мунација Плацнина је изгубила моћну заштитницу. Године 33, Тиберије је обновио оптужбу за убиство против ње. Мунација Плацнина је извршила самоубиство пре пресуде.
Запажено је да је породица Мунације Плацнине била на лошем гласу током владавине Тиберија, због врло негативног приказа њеног деде, Луција Мунација Планка, од стране историчара Марка Велеја Патеркулa.